# 学校法人昭和学院
学校法人昭和学院（がっこうほうじんしょうわがくいん）は、千葉県市川市に本部を置き、幼稚園、小学校、中学校、高等学校、短期大学を設置する学校法人である。1940年に伊藤友作が創立し、現在の理事長は山本徹が務める。

## 沿革
- 1940年（昭和15年）1月23日 - 昭和女子商業学校の設置認可。
- 1947年（昭和22年）5月17日 - 昭和学院中学校の設置認可。
- 1948年（昭和23年）3月31日 - 昭和学院高等学校の設置認可、昭和女子商業学校廃止。
- 1949年（昭和24年）12月26日 - 昭和学院小学校の設置認可。
- 1950年（昭和25年）3月14日 - 昭和学院短期大学の設置認可。
- 1951年（昭和26年）2月21日 - 学校法人昭和学院の設立認可。
- 1958年（昭和33年）3月31日 - 昭和学院栄養学校の設置認可。
- 1967年（昭和42年）3月31日 - 昭和学院幼稚園の設置認可。
- 1976年（昭和51年）4月1日 - 昭和学院栄養学校を昭和学院栄養専門学校と改称。
- 1983年（昭和58年）3月7日 - 昭和学院秀英高等学校の設置認可。
- 1985年（昭和60年）3月28日 - 昭和学院秀英高等学校附属中学校の設置認可。
- 1996年（平成8年）4月1日 - 昭和学院秀英高等学校附属中学校を昭和学院秀英中学校と改称。
- 2001年（平成13年）3月31日 - 昭和学院栄養専門学校廃止。
- 2020年（令和2年）1月23日 - 創立80年[1]。

## 交通アクセス
所在地
- 千葉県市川市東菅野2-17-1

アクセス
- JR総武線・都営地下鉄新宿線「本八幡駅」下車。徒歩約15分又はバス5分。
- 京成電鉄京成本線「京成八幡駅」下車。徒歩約15分又はバス5分。
- JR武蔵野線「市川大野駅」下車。バス約10分。
- 北総開発鉄道北総線「東松戸駅」下車。バス約15分。

## 設置校
- 昭和学院短期大学
- 昭和学院中学校・高等学校
- 昭和学院秀英中学校・高等学校
- 昭和学院小学校
- 昭和学院幼稚園